# Transcripción de las lenguas aborígenes australianas

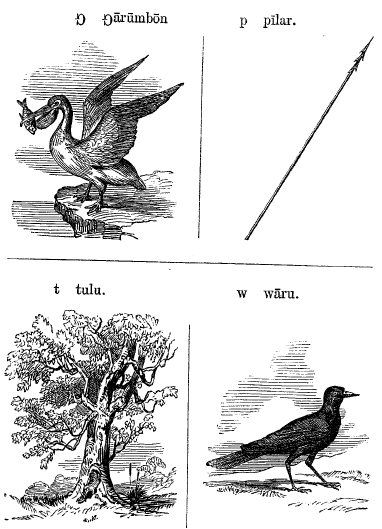
Página de un libro de 1856 ilustrando las letras del alfabato gamilaraay en esa época. Nótese el uso de la letra eng (ŋ) y macrones (¯).

Previa a la llegada de los europeos, las lenguas aborígenes australianas eran lenguajes hablados y no tenían escritura. El alfabeto latino de los colonizadores fue inevitablemente usado para la transcripción de las lenguas aborígenes australianas, pero los detalles de cómo los sonidos eran representados variaron con el tiempo y de un escritor a otro, creando diversas formas de cómo pronunciar una misma palabra o nombre.

## Los inicios en la escritura
Primero, las lenguas australianas fueron escritas siguiendo las convenciones de deletreo en inglés, tal y como sonaban al escritor. Esto supuso que sonidos distinguibles en las lenguas australianas pero no en inglés, se escribieron iguales, mientras que sonidos alófonos en lenguas australianas pero diferenciados en inglés se escribieron de forma diferente.
La mayoría de palabras aborígenes utilizadas en inglés mantienen esas convenciones iniciales, y como consecuencia no dan buena noción de cómo se pronunciaban en el idioma original.
| Idioma          | Significado | Deletreo original           | Deletreo moderno  | Pronunciación (AFI) | Notas |
| --------------- | ----------- | --------------------------- | ----------------- | ------------------- | --- |
| Guugu Yimidhirr | “lengua”    | unjar (1770) ngandar (1901) | nganhdhaar (1979) | [ŋan̪d̪aːɻ]           | Los deletreos originales pueden perder la inicial [ŋ], y no distinguir adecuadamente las consonantes dentales.                         |
| Gamilaraay      | “miel”      | wuddul (1903)               | warrul (1993)     | [waɾul]             | Los deletreos originales pueden no distinguir entre [ɾ] y [d], que son alófonos en inglés, pero distintos en las lenguas australianas. |

Algunos escritores con más conocimientos lingüísticos, a veces empleaban símbolos como ŋ o ġ para /ŋ/, ñ para /ɲ/, macrones (¯) o circunflejos (^) para las vocales largas, breves (˘) para las vocales cortas, pero a menudo aplicaban estas representaciones de forma inconsistente.

## Ortografía moderna aplicada
Los lingüistas que trabajan actualmente con las lenguas australianas utilizan intencionadamente ortografías fonémicas inequívocas, en las que cada palabra hablada sólo se puede escribir de una manera, y cada palabra escrita sólo se puede leer de una manera.
Frecuentemente, aunque no siempre, la ortografía aplicada utiliza únicamente las letras del alfabeto romano básico. Esto precisa del uso de dígrafos para los sonidos que no tienen asociado un carácter estándar. En algunos casos, esto puede llevar a ambigüedades, como por ejemplo cuando el sonido único /ŋ/ y la asociación de consonantes /ng/ podrían ser ambas escritas como ng. En este caso, habitualmente se distinguen escribiendo la asociación de consonantes como n.g (insertando un punto), n'g (insertando un apóstrofo, o nk

### Vocales y semivocales
La mayoría de lenguas australianas distinguen únicamente tres vocales, que se escriben i, a y u. Aunque en ocasiones pueden sonar como e, u o, no se escriben como e y o', por ejemplo, la palabra en Martuthunira wirrirri, "llama", es pronunciada aproximadamente como werrerree [weɾeɾɪ]. Las vocales largas se representan con letras dobles; por ejemplo ii /iː/, aa /aː/, uu /uː/.
Las semivocales w y y se pronuncian normalmente como en inglés. En algunos idiomas, w puede que no se pronuncie junto a u, ni la y junto a i, pero por diferentes razones los lingüistas pueden preferir representarlas de manera escrita; por ejemplo, en Gamilaraay, yinarr "mujer" se pronuncia inarr [inar].
Alguna de estas lenguas tienen una semivocal dental, representada como yh (ver más abajo modo de articulación).

### Róticas
La mayoría de las lenguas australianas tienen dos róticas o sonidos tipo r: uno retroflejo aproximante, como la r del inglés americano; y otro vibrante simple o múltiple, escrita en algunos casos rr (ambas existentes en español).
En los idiomas con un solo tipo de r, se escribe simplemente r.

### Lugar de articulación
- Las consonantes bilabiales, velares y alveolares se escriben normalmente igual que en inglés: p /p/, b /b/, m /m/, k /k/, g /ɡ/, ng /ŋ/, t /t/, d /d/, n /n/, l /l/. Ng también se puede escribir utilizando el carácter no inglés ŋ, llamado eng.
- Las consonantes palatales se representan con un dígrafo compuesto de una consolante alveolar y la j: tj /c/, dj /ɟ/, nj /ɲ/, lj /ʎ/. La J por sí sola también puede ser utilizada en lugar de dj, y se puede utilizar ny en lugar de nj.
- Las consonantes dentales se representan por un dígrafo formado por una consonante alveolar y h: th /t̪/, dh /d̪/, nh /n̪/, lh /l̪/.
- Las consonante retrofleja son representadas con un dígrafo construido a partir de r + una consonante alveolar, como por ejemplo: rt /ʈ/, rd /ɖ/, rn /ɳ/, rl /ɭ/.

Un pequeño número de lenguas contienen consonantes palato-velares, que se encuentran entre la palatar y la velar. En el caso de Yanyuwa, se escriben yk /ɡ̟/, nyk /ⁿɡ̟/.

### Oclusivas
La mayoría de las lenguas australianas no distinguen entre consonantes sonoras y sordas. Así, t y d pueden ser ambas variantes del mismo sonido. Ambos alófonos sonoro y sordo se escriben de la misma forma, pero el uso del símbolo sordo o el sonoro varía dependiendo de cuál es más frecuente en el idioma representado. Algunos idiomas han sido escritos utilizando los símbolos sonoros por un lingüista, y los símbolos sordos por otro. Además, algunos lingüistas deciden utilizar símbolos sordos para algunas consonantes de un idioma, y sonoros para otras.
Algunos idiomas sí distinguen entre oclusivas sonoras y sordas.

### Prenasalización
Algunos idiomas tienen consonantes prenasales, una oclusiva precedida por un sonido nasal, que es considerado una consonante. En Yanyuwa se escriben mb /mb/, ngk /ŋɡ/, nj /ɲɟ/, nth /ⁿd̪/, nd /ⁿd/, rnd /ɳɖ/.